# Orange County SC
Orange County SC conocido anteriormente como Los Angeles Blues es un Equipo de Fútbol de los Estados Unidos, con sede en la Ciudad de Irvine, California.  Fue fundado en el 2010 y compite en la USL Championship.
El equipo juega la mayor parte de sus juegos de local en el Championship Soccer Stadium de la ciudad de Irvine.

## Historia
El ahora Orange County SC fue anunciado como equipo de expansión de la antiguamente conocida como USL PRO el 7 de noviembre de 2010. El equipo es parte de la organización LA Blues, en la cual también se incluye el equipo de fútbol femenino Pali Blues. El 14 de diciembre de 2010 los Blues presentaron a sus tres primeros jugadores: Oscar Dautt, Cesar Rivera y Josh Tudela.

## Palmarés
- USL Championship: 1

2021